# 王城神社
王城神社（おうぎじんじゃ）は、福岡県太宰府市にある神社。末社に早馬（はゆま）神社がある。

## 歴史
寛政2年（1790年）に船賀法印が編纂した『王城神社縁起』（太宰府天満宮蔵）によれば、神武天皇が四王寺山（王城山、大野山）に城を築いた際、山中に武甕槌命と事代主命を祀ったことに由来し、天智天皇4年（665年）都府楼を建てた際、筑前国衙庄（現在の太宰府市通古賀）に遷され、「大城大明神」として祀られたとされる。
天正6年（1578年）、高橋紹運を攻める秋月氏の兵火に遭って社殿を焼失したが、同15年（1587年）に小早川隆景の寄進を受けて再興。しかし、慶長5年（1601年）に再度兵火に遭い、衰微。安楽寺（現・太宰府天満宮）から神職を招き、形ばかりの祭礼を催すことを余儀なくされる。宝永3年（1706年）になって、村中で募って神田を寄附し、当役を定めて順番に祭りを行うようになったという。
明治5年（1872年）、近代社格制度において村社に列した。

## 行事
- 真魚箸神事（まなばししんじ）

毎年11月の第1もしくは第2日曜日に行われる宮座において行われる。神前において供物の鯛を、真魚箸を用いて鯛に手を触れることなく、調理する儀式であり、このような調理法は、古くは神前に捧げる供物の調理法として盛んに行われていたと考えられる。

## 筑前国衙
本社の所在地である太宰府市通古賀に筑前国衙が存在したとの説が古くからあり（『筑前国続風土記拾遺』等）、国衙の存在を推定させるものとして、本社横の王城館の前に、礎石が残されている。これらのことから、本社は、筑前国衙鎮守のような位置づけであったとも考えられている。

## 所在地
- 太宰府市通古賀五丁目8-40（小字扇屋敷）